# Terrence Pegula
Terrence Michael Pegula, detto Terry (Carbondale, 27 marzo 1951), è un imprenditore e dirigente sportivo statunitense, proprietario dei Buffalo Bills della National Football League (NFL) e dei Buffalo Sabres della National Hockey League (NHL).

## Biografia
Pegula è un magnate nelle industrie dello sviluppo del gas naturale e un immobiliarista. Il 18 febbraio 2011 ha acquisito la Hockey Western New York LLC, ossia la controllante dei Buffalo Sabres e dei Buffalo Bandits della National Lacrosse League, dai precedenti proprietari Tom Golisano, Larry Quinn e Dan DiPofi per la cifra di 189 milioni di dollari.
Il 9 settembre 2014 è stato annunciato come il vincitore dell'asta per l'acquisto dei Buffalo Bills dopo la morte del loro fondatore Ralph Wilson Jr., su una base di 1,4 miliardi di dollari, superando altri gruppi capitanati da Donald Trump e dal musicista e cantante Jon Bon Jovi.
Ha cinque figli, tra cui la tennista professionista Jessica Pegula. Di orientamento politico tendenzialmente repubblicano, è tuttavia in ottimi rapporti di amicizia con esponenti del partito democratico, che ha talvolta finanziato nelle campagne elettorali.